# Cheliferidae
Cheliferidae vormt een familie binnen de orde van de bastaardschorpioenen (Pseudoscorpionida).

## Kenmerken
Het lichaam is licht- tot donkerbruin of zwart met iets rood of olijfgroen met een donkere tekening. Ze hebben meestal twee ogen. De beide schaarhelften van de palpen zijn voorzien van gifklieren. De binnenzijde van de scharen is niet getand. De lichaamslengte varieert van 1,5 tot 5 mm.

## Balts
Ze kennen een ingewikkeld baltsritueel, waarbij een dansje met verstrengelde scharen wordt opgevoerd.

## Verspreiding en leefgebied
Deze familie komt wereldwijd voor in warme streken, in de strooisellaag en op boomschors.